# گبی اشکنازی
گبی (گابریل) اشکنازی (در عبری: גבי אשכנזי) (متولد ۱۹۵۴ میلادی) نظامی، سیاستمدار و وزیر فعلی امور خارجه اسرائیل از می ۲۰۲۰ تا قبل از الی کوهن بوده است.
اشکنازی در موشاو هاگور در کشور اسرائیل از پدری بلغاری و مادری سوری به دنیا آمد. وی با درجه سپهبدی ۱۹مین فرمانده ستاد کل فرماندهی و عملیات ارتش اسرائیل بود.
وی مدرک کارشناسی خود در رشته علوم سیاسی را از دانشگاه حیفا در اسرائیل و درجه کارشناسی ارشد را در رشته مدیریت بحران از دانشگاه هاروارد در ایالات متحده آمریکا دریافت کرده‌است.
وی مدتی فرمانده یگان فوق ویژه سایرت متکل بود که زیر نظر مستقیم ستاد کل نیروهای دفاعی ارتش اسرائیل قرار دارد.